# 罗姆罗德
罗姆罗德（德語：Romrod，發音：[ˈʁɔmʁoːt] ⓘ）是德国黑森州吉森行政区福格尔斯山县的城市，面积54.43平方千米，2023年12月31日人口为2,690人。